# Ichneumon ruficollis
Ichneumon ruficollis är en stekelart som beskrevs av Cuvier 1833. Ichneumon ruficollis ingår i släktet Ichneumon och familjen brokparasitsteklar. Inga underarter finns listade i Catalogue of Life.